# Acacia saligna
Espèce
Acacia saligna, aussi appelé mimosa à feuilles de saule ou mimosa bleuâtre, est une espèce de plantes à fleurs de la famille des Fabaceae. Il s'agit d'un arbuste ou d'un arbre originaire d'Australie, mais naturalisé dans plusieurs autres pays où il peut devenir invasif.

## Description
Cette plante peut prendre la forme d'un arbuste buissonnant, ou d'un arbre pouvant atteindre de 2 à 6 m de hauteur, et parfois même atteignant 9 m.

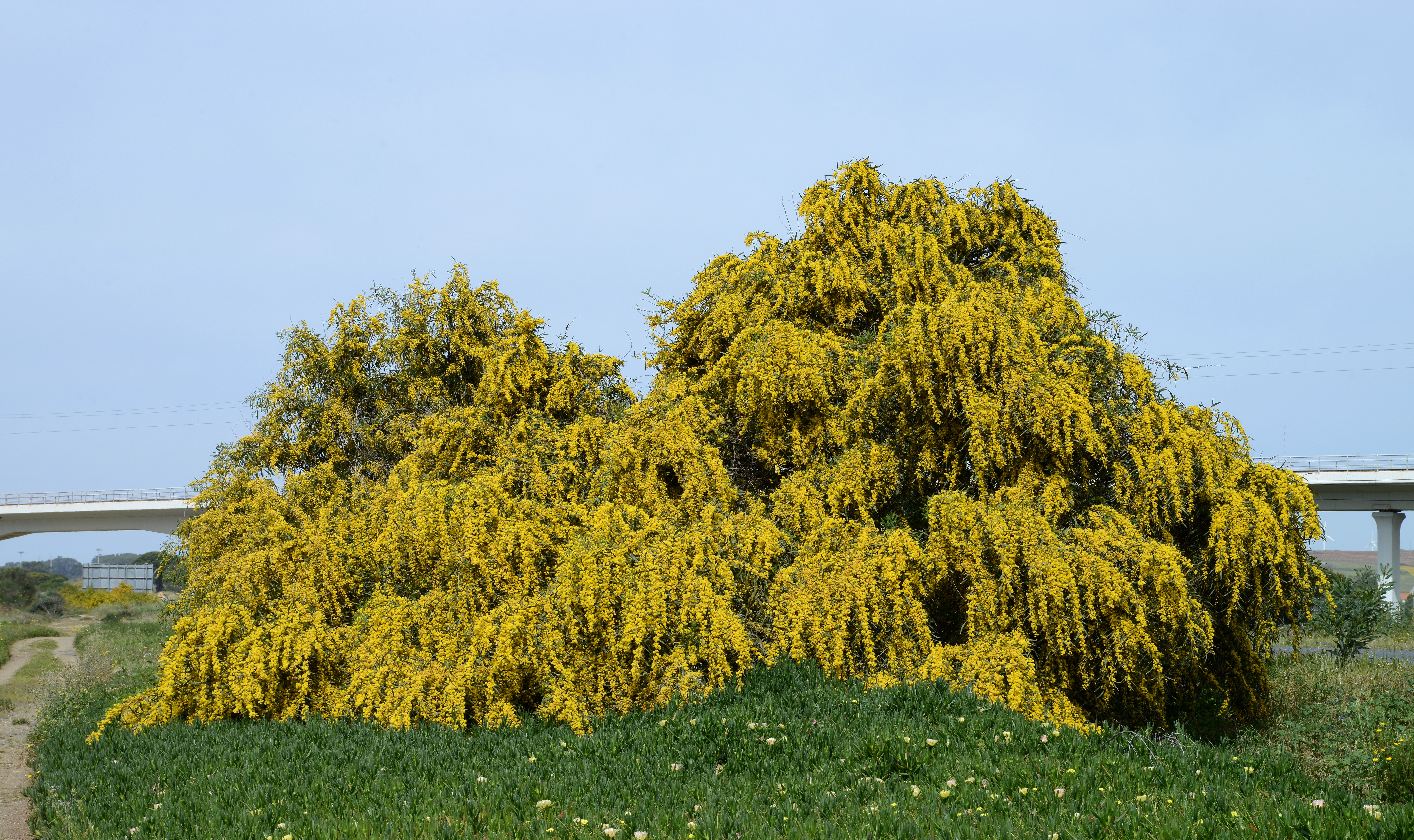
forme buissonnante.
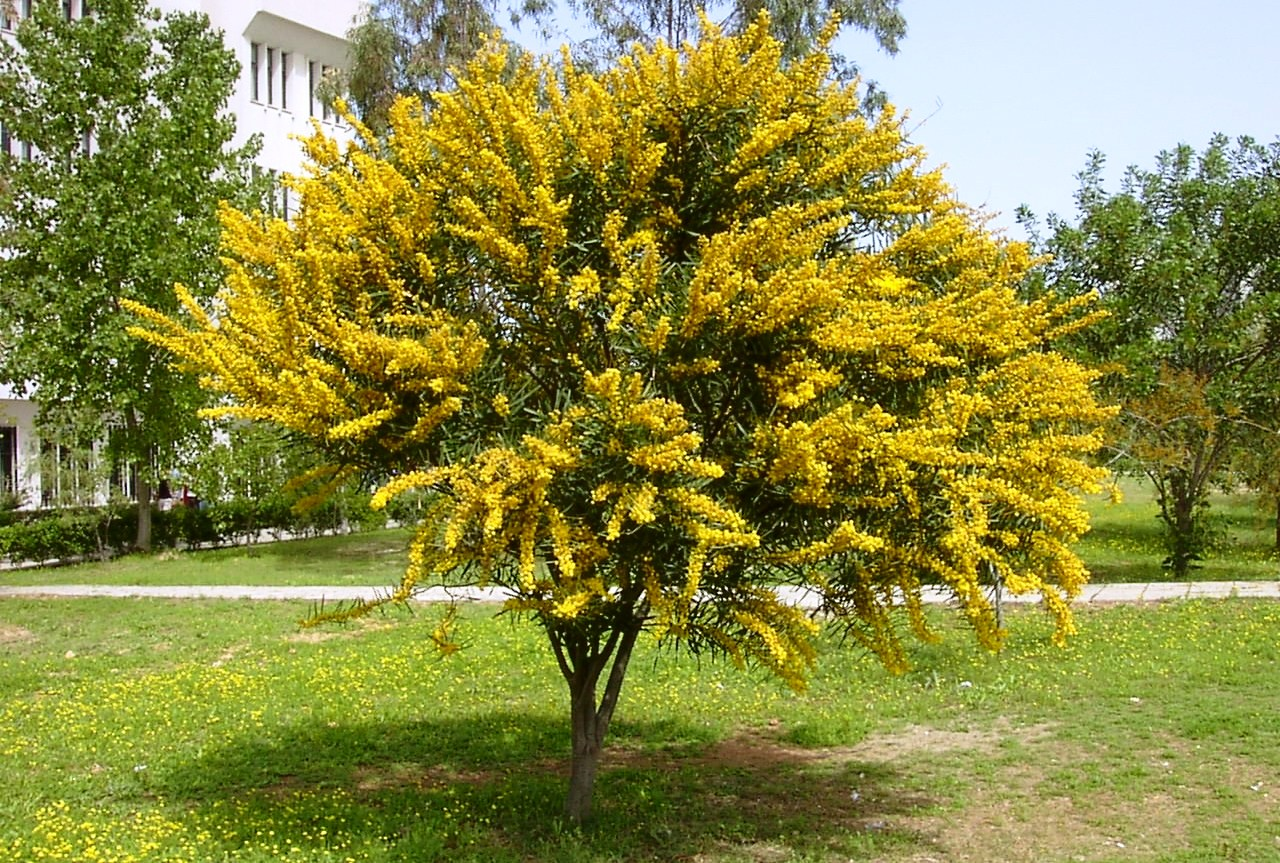
forme arborescente.
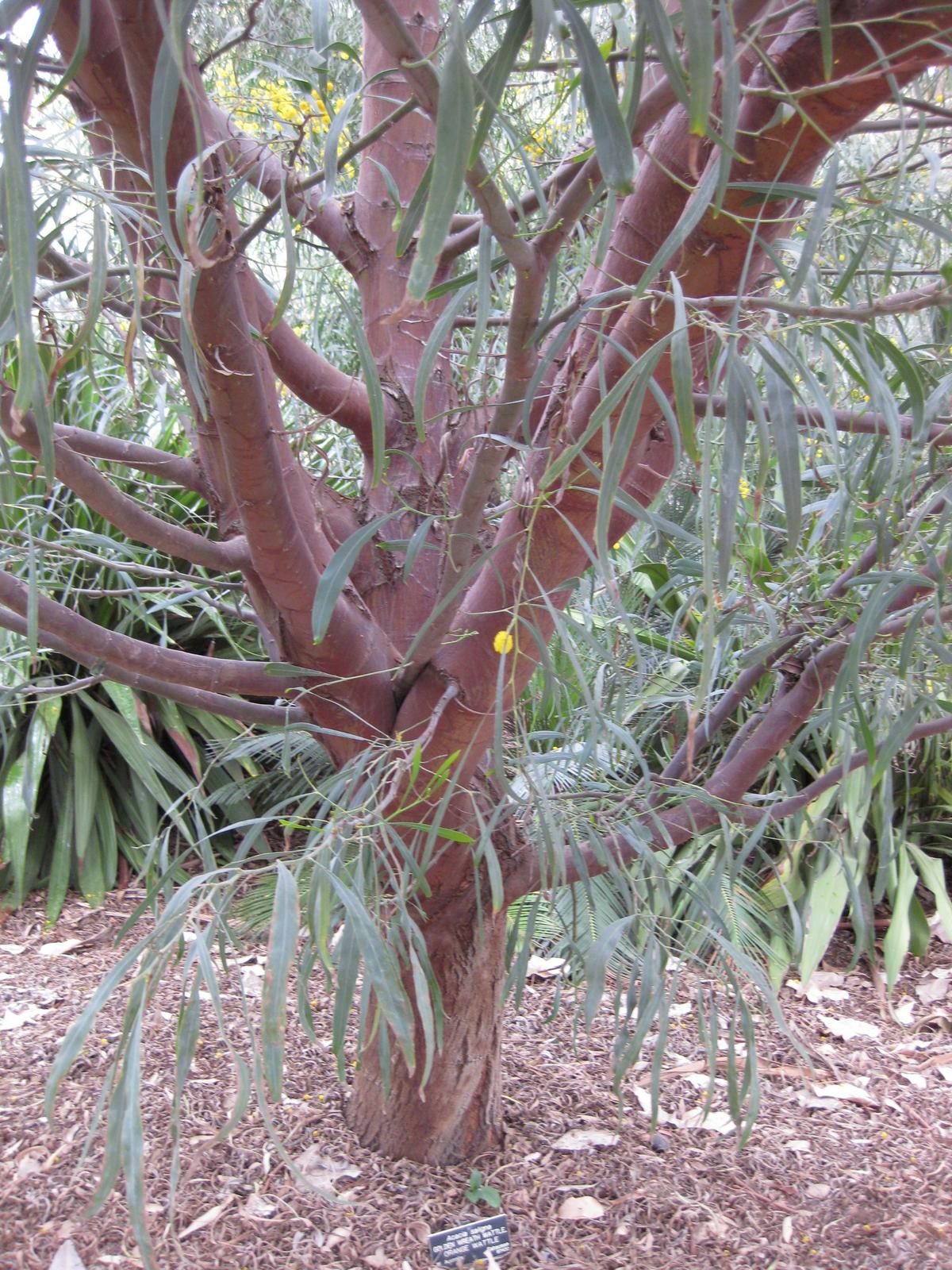
Tronc et écorce.
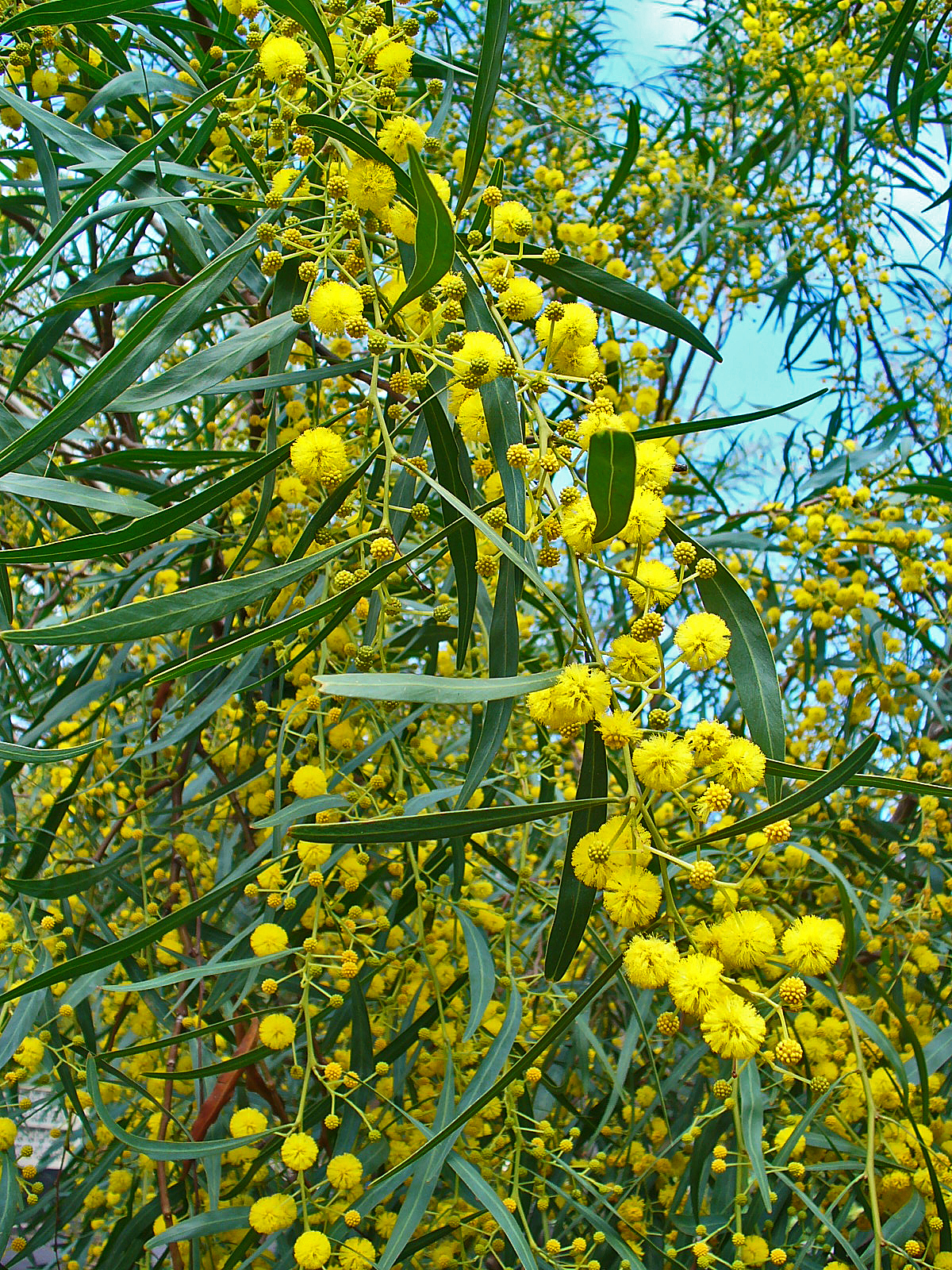
Feuilles et fleurs.
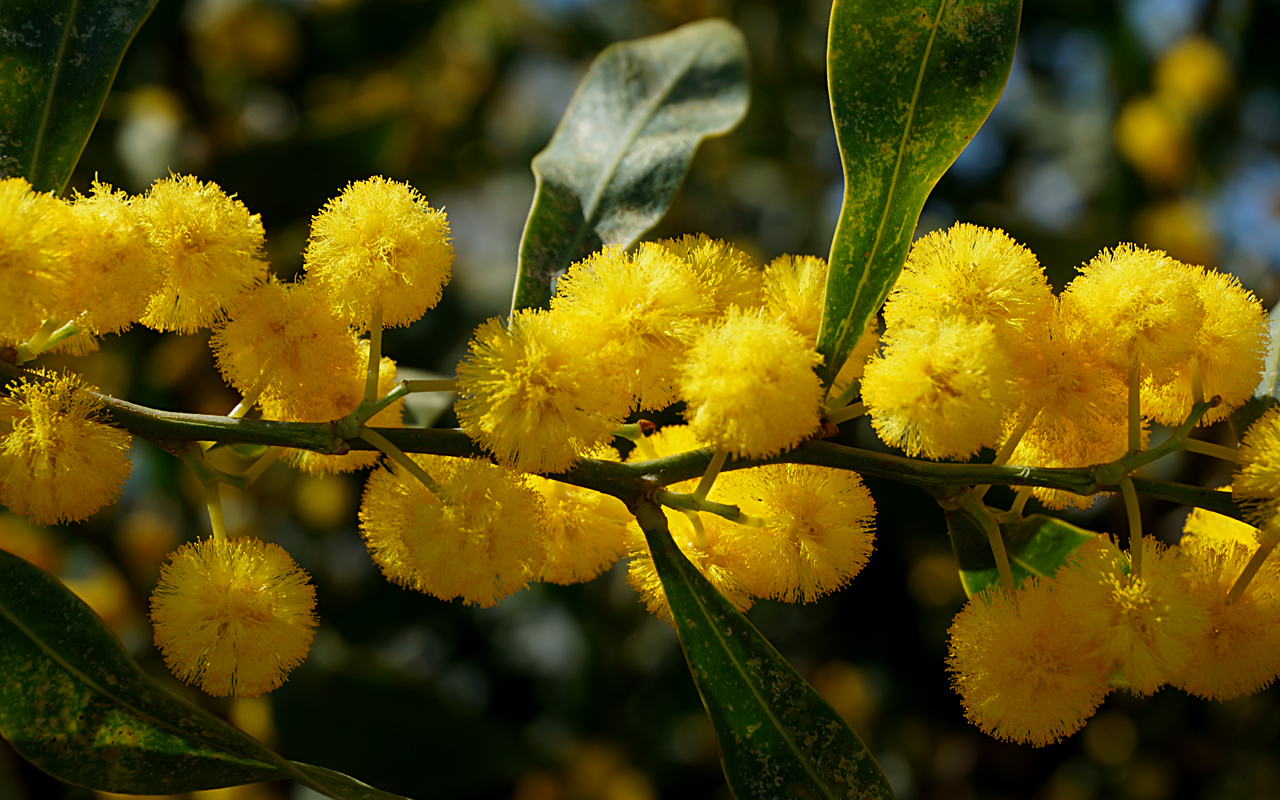
fleurs.
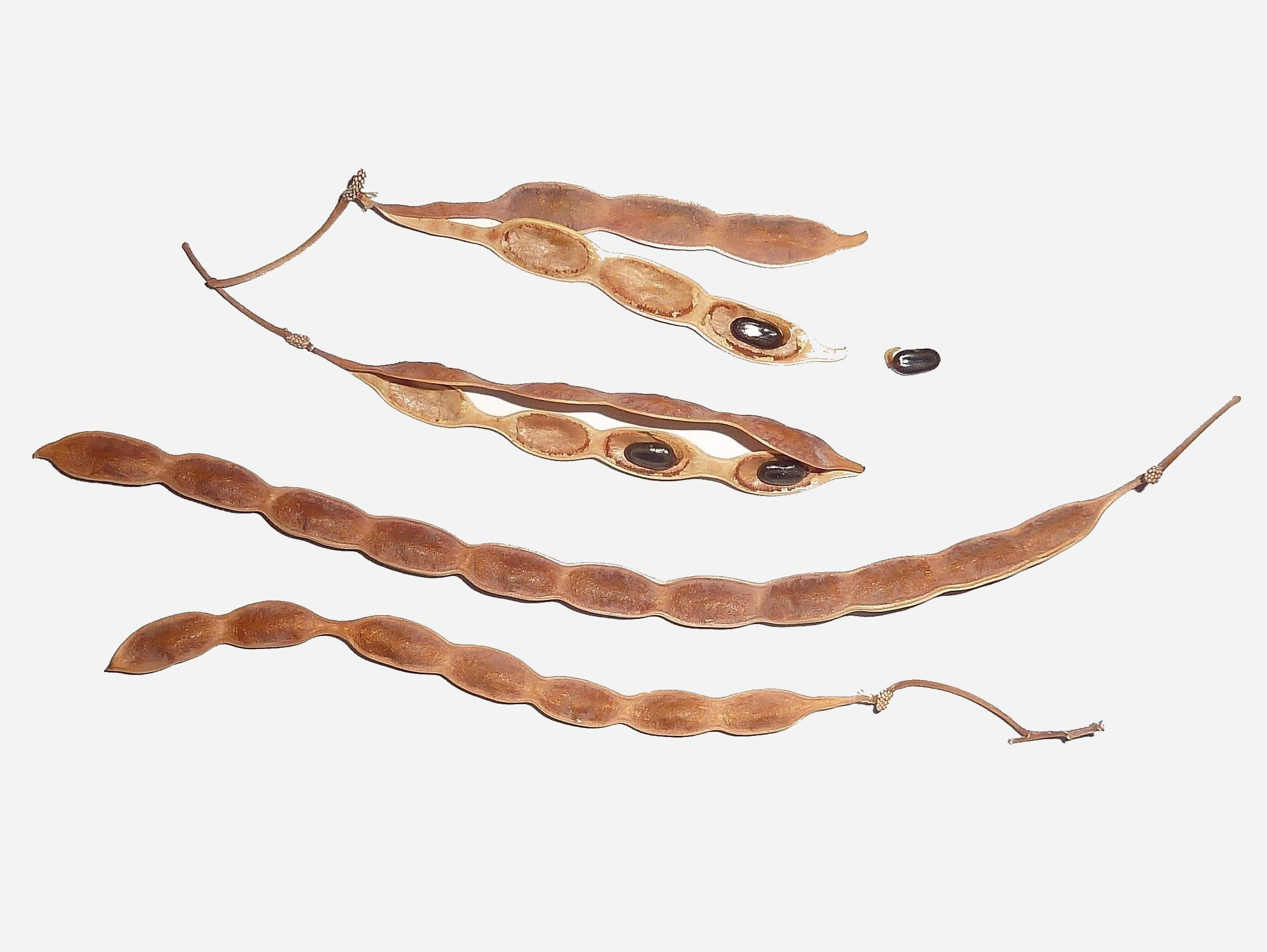
Gousses et graines.

## Systématique
Cette espèce a été décrite en 1806 sous le nom Mimosa saligna par Jacques-Julien Houtou de La Billardière dans l'ouvrage Novae Hollandiae Plantarum Specimen. Elle a par la suite été renommée en 1820 par Heinrich Ludolph Wendland, qui lui a attribué le nom Acacia saligna dans son ouvrage Commentatio De Acaciis Aphyllis. L'appellation Racosperma salignum, proposée par Leslie Pedley en 1987 dans la revue scientifique Austrobaileya du Queensland Herbarium, n'a pas été reconnue comme valide.

## Habitat et répartition
L'aire de répartition originelle d'Acacia saligna est l'Australie. En France, cette espèce peut se trouver en Corse, en Provence, dans les Alpes et en Côte d’Azur.

## Espèce exotique envahissante préoccupante
Cette espèce est un danger pour l’écosystème car il empêche la pousse des autres plantes. Depuis 2019, cette espèce est inscrite dans la liste des espèces exotiques envahissantes préoccupantes pour l’Union européenne. Cela signifie que cette espèce ne peut pas être importée, cultivée, transportée, commercialisée, plantée ou libérée intentionnellement dans la nature, et ce nulle part dans l’Union européenne.